# AnimagiC
AnimagiC è una convention dedicata ad anime e manga che si tiene annualmente in Germania. E il più grande evento del settore in Germania, ed ogni anno accoglie circa 12.000 partecipanti.
La prima edizione dell'evento si è tenuta nell'estate del 1999 e sino al 2005 si è svolta presso la Rhein-Mosel-Halle di Coblenza. Per via del crescente numero di visitatori l'evento ha avuto bisogno di uno spazio sempre maggiore e quindi si è allargato nel vicino Kurfürstliches Schloss, occupando due cinemas ed una discoteca, il “Circus Maximus”. Nel 2006 l'evento è stato trasferito presso la più spaziosa Beethovenhalle a Bonn dato che Koblenz non era più in grado di garantire per un numero sempre maggiore di visitatori.
La convention dura tre giorni, in cui vengono programmati vari eventi legati alla cultura giapponese: J-Rock, visual kei, cosplay), videogiochi, film, collezionismo, spettacoli, ospiti, Giochi di ruolo, corsi di disegno, concerti ed altro.
Gli sopiti d'onore che vengono invitati annualmente all'evento sono generalmente personaggi noti del settore come disegnatori, artisti, registi e cantanti. Fra i più rinomati ad aver partecipato all'AnimagiC si può citare Tadashi Ozawa (animatore per Nausicaä della Valle del vento, Laputa - Castello nel cielo, Akira e Record of Lodoss War) che dal 2000 al 2006 ha tenuto corsi di disegno per i partecipanti alla fiera.